# HD 173416 b
HD 173416 b — газовый гигант, вращающийся вокруг звезды HD 173416 спектрального класса G8III . Открыт группой китайских и японских астрономов с помощью метода доплеровской спектроскопии в 2009 году.